# Beneharo

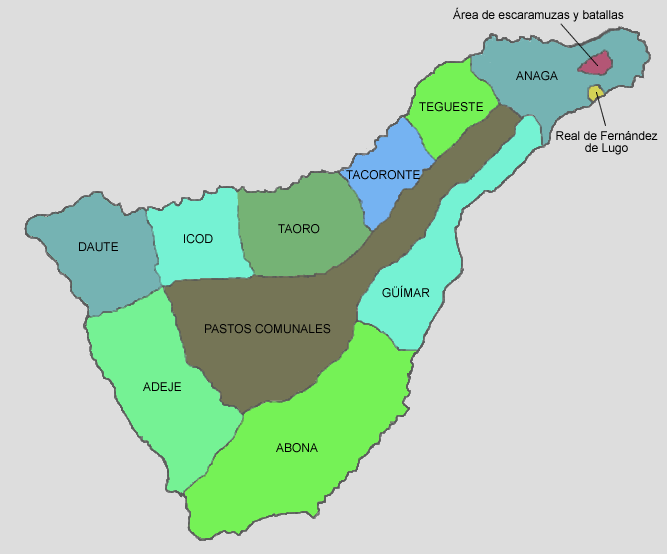
Les neuf menceyatos avant l'invasion espagnole de Tenerife.

Beneharo était le roi guanche (ou Mencey) du Menceyato de Anaga, sur l'île de Tenerife (îles Canaries), à l'époque de la conquête espagnole.
En 1492, Beneharo fait la paix avec le conquistador Lope de Salazar, qui avait été envoyé par le gouverneur de Grande Canarie Francisco Maldonado. Cependant, quelques mois plus tard, Beneharo rompt son accord, à la suite d'une incursion des Espagnols à Anaga, lors de laquelle ils capturent des esclaves. En 1494, Alonso Fernandez de Lugo, capitaine général des Côtes africaines, envoie Fernando Guanarteme, un allié guanche, négocier une nouvelle paix. Par la suite, Beneharo restera neutre pendant la conquête de Tenerife par l'armée espagnole.
Après la conquête totale de l'archipel en 1496, Beneharo et les autres Menceyes sont envoyés en Espagne pour y être présentés aux Rois Catholiques Isabelle Ire de Castille et Ferdinand II d'Aragon. Il revient à Tenerife et prend le nom de Fernando de Anaga ou Pedro de los Santos. Mais en 1497, il est banni à Grande Canarie par ordre du roi. Il s'installe à Arguineguin avec un grand groupe de Guanches d'Anaga, dont deux de ses fils. Cette « colonie » Guanche parvint à maintenir un mode de vie traditionnel malgré les plaintes du voisinage.

## Autres rois de Tenerife
Cent ans avant la conquête, Tinerfe régnait sur toute l'île unifiée de Tenerife.
À l'époque de la conquête espagnole, l'île de Tenerife comptait 8 autres menceyes :
- Acaimo (Menceyato de Tacoronte).
- Adjoña : (Menceyato de Abona).
- Añaterve : (Menceyato de Güímar).
- Bencomo : (Menceyato de Taoro) - puis Bentor, à la mort de Bencomo.
- Pelicar : (Menceyato de Adeje).
- Pelinor : (Menceyato de Icode).
- Romen : (Menceyato de Daute).
- Tegueste : (Menceyato de Tegueste).

### Sources et bibliographie
- José Juan Acosta; Félix Rodríguez Lorenzo; Carmelo L. Quintero Padrón, Conquista y Colonización (Santa Cruz de Tenerife: Centro de la Cultura Popular Canaria, 1988), p. 51-2.
- (es) Batalla de Acentejo
- (es) 510 Aniversario de la Batalla de Acentejo: La Derrota de un Imperio
- (es) Juan Núñez de la Peña, Conquista y antiguedades de las islas de la Gran Canaria y su descripción, con muchas advertencias de sus privilegios, conquistadores, pobladores, y otras particularidades, en la muy poderosa isla de Tenerife, dirigido á la milagrosa imágen de nuestra Señora de Candelaria, Reimpreso en Santa Cruz de Tenerife, Impr. Isleña regente, M. Miranda, 1847, 585 p. (lire en ligne).